# شهر الوستا
شهر الوستا (به سوئدی: Alvesta Municipality) یک ناحیه شهری در سوئد است که در استان کرونوبرگ واقع شده‌است.

## خواهرخوانده
شهرهای Krasnystaw، Turnov و Lengede خواهرخوانده‌های شهر الوستا هستند.